# Liste der Monuments historiques in Denée
Die Liste der Monuments historiques in Denée führt die Monuments historiques in der französischen Gemeinde Denée auf.

## Liste der Bauwerke
| Bezeichnung                                                 | Beschreibung                           | Standort | Kennzeichnung | Schutzstatus | Datum | Bild           |
| ----------------------------------------------------------- | -------------------------------------- | -------- | ------------- | ------------ | ----- | -------------- |
| Kirche Notre-Dame                                           | Erbaut im 12. Jahrhundert              | (Lage)   | PA00109075    | Inscrit      | 1968  | weitere Bilder |
| Château de Mantelon                                         | Schloss, erbaut im 16. Jahrhundert     | (Lage)   | PA49000040    | Inscrit      | 2003  |                |
| Domaine de la Noue (auch auf dem Gebiet von Mozé-sur-Louet) | Erbaut im 16./17. Jahrhundert          | (Lage)   | PA00135547    | Inscrit      | 1995  |                |
| Château de Souvigné                                         | Schloss, erbaut im 18./19. Jahrhundert | (Lage)   | PA00109074    | Inscrit      | 1976  |                |
| Pfarrhaus                                                   | Erbaut im 18. Jahrhundert              | (Lage)   | PA00109076    | Inscrit      | 1968  |                |